# Edmund Czihak

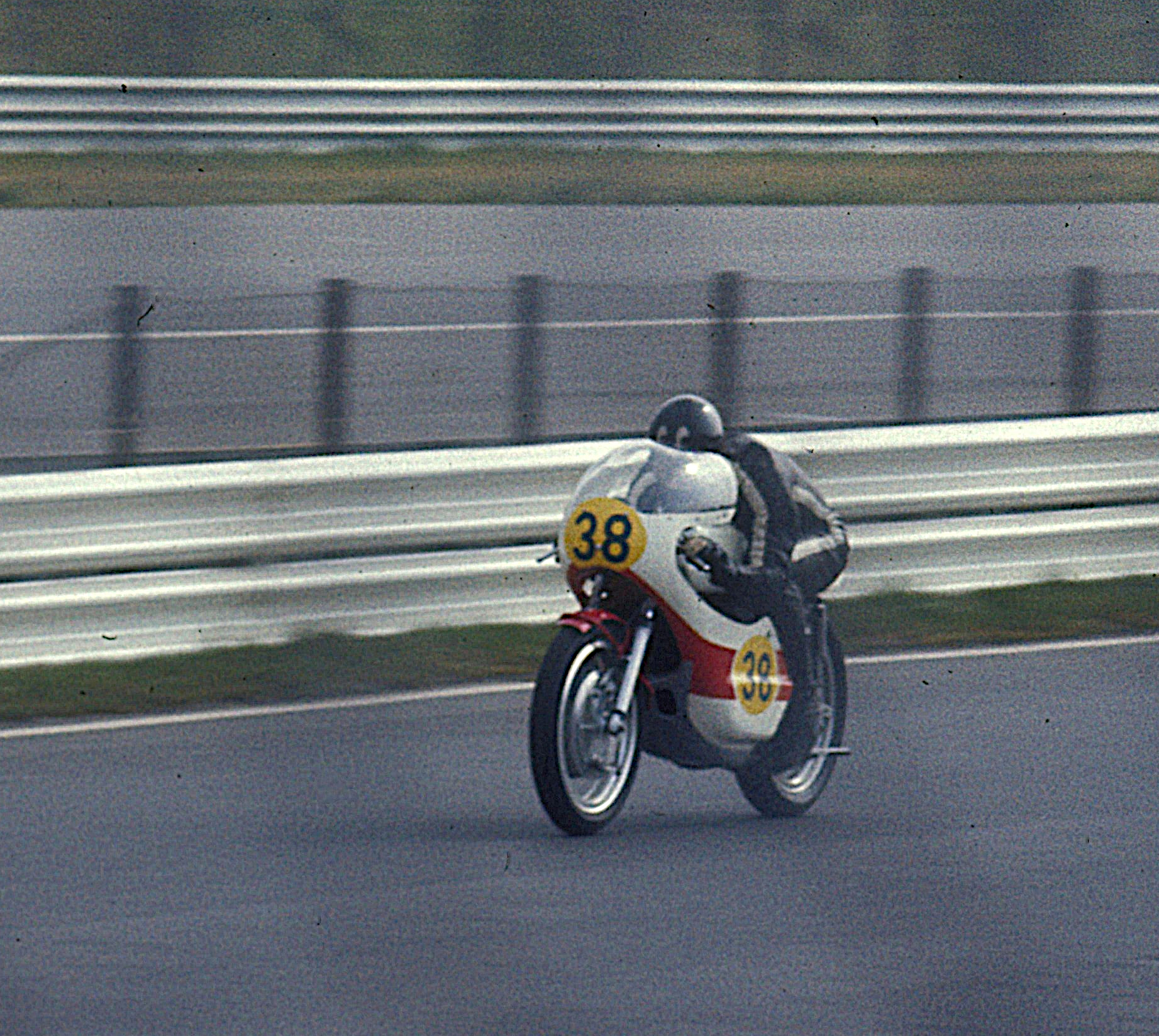
Chihak am 27. April 1974 beim Training zum Eifelrennen

Edmund Czihak (* 20. Juni 1944) ist ein ehemaliger deutscher Motorradrennfahrer.

## Karriere
Aufmerksamkeit erlangte Czihak durch seinen einzigen Start in der Motorrad-Weltmeisterschaft beim Eifelrennen auf dem Nürburgring. Dort trat er auf einer Yamaha in der 500-cm³-Klasse zum Großen Preis von Deutschland an.
Dieses Rennen wurde auf der gefährlichen Nordschleife ausgetragen und wegen mangelnder Sicherheit von den Topfahrern Phil Read, Giacomo Agostini und Gianfranco Bonera boykottiert. Das Rennen gewann schließlich Czihak vor seinen Landsleuten Helmut Kassner und Walter Kaletsch. Es ist bis heute der einzige Sieg eines deutschen Fahrers in der Königsklasse der Motorrad-Weltmeisterschaft.
Czihak fuhr die sieben Runden auf der Nordschleife des Nürburgrings bzw. 159,845 km in 1:12:19,9 Stunden; Durchschnittsgeschwindigkeit 132,6 km/h.
Trotz guter Aussichten auf weitere Erfolge beendete Czihak wenig später seine aktive Karriere.

## Statistik in der Motorrad-WM
| Saison | Klasse  | Motorrad | Rennen | Siege | Zweiter | Dritter | Poles | Schn. Rennrunden | Punkte | Position |
| ------ | ------- | -------- | ------ | ----- | ------- | ------- | ----- | ---------------- | ------ | -------- |
| 1974   | 500 cm³ | Yamaha   | 1      | 1     | –       | –       | –     | 1                | 15     | 15.      |
| Gesamt | Gesamt  | Gesamt   | 1      | 1     | –       | –       | –     | 1                | 15     | –        |

## Verweise